# João Herrmann Neto
João Herrmann Neto (Campinas, 7 de março de 1946 – Presidente Alves, 12 de abril de 2009) foi um político brasileiro, filiado ao Partido Democrático Trabalhista (PDT).

## Biografia
Descendente paterno de alemães e materno de sírio-libaneses, Hermann Neto passou a infância em Piracicaba.

## Carreira política
- 1967 a 1968 - Presidente do CALQ - Centro Acadêmico Luiz de Queiroz, ESALQ/USP.
- 1977 a 1982 - Prefeito de Piracicaba
- 1983 a 1987 - Deputado federal
- 1987 a 1991 - Deputado constituinte
- 1990 - Candidato a vice-governador do estado de São Paulo em 1990
- 1983 a 1990 - Membro efetivo da Comissão de Relações Exteriores da Câmara dos Deputados
- 1994 - Candidato ao Senado Federal pelo PPS na coligação Frente Brasil Popular
- Presidente do PPS estadual;
- Vice-presidente do diretório nacional do PPS;
- 1999 a 2003 - Deputado federal
- 1999 a 2003 - Líder do Partido Popular Socialista - PPS na Câmara dos Deputados.
- 2009 - Deputado federal por São Paulo (PDT), assumindo a vaga de Reinaldo Nogueira Lopes Cruz, eleito prefeito de Indaiatuba.[3]

## Morte
Morreu na madrugada do dia 12 de abril de 2009, foi encontrado morto na piscina de sua fazenda, no município de Presidente Alves, próximo a Bauru. Segundo sua assessoria de imprensa, um laudo do Instituto Médico Legal (IML) apontou que a causa mortis foi um edema pulmonar agudo.